# Nemesia uncinata
Nemesia uncinata är en spindelart som beskrevs av J.J.A.H.de Bacelar 1933. Nemesia uncinata ingår i släktet Nemesia och familjen Nemesiidae.
Artens utbredningsområde är Portugal. Inga underarter finns listade i Catalogue of Life.